# EXQI FM
EXQI FM was een Vlaamse radiozender die via FM te ontvangen was in en rond de grootste steden van Vlaanderen. 

## Geschiedenis
Voorheen heette de radiozender Be One, dat eigendom was van Emmis Belgium Broadcasting. Oorspronkelijk was deze Belgische Emmis-afdeling een onderdeel van het beursgenoteerde Emmis Communications uit de VS. In 2009 werd de NV echter overgenomen door Gabriel Fehervari van de EXQI-groep.
EXQI FM bracht net als Be One een mix van pop rock hits uit de jaren 80, jaren 90 en vandaag. EXQI FM ging als Be One officieel van start op 27 mei 2004.
In 2008 werd de provinciale radio voor Limburg overgenomen door Emmis Belgium Broadcasting. Daardoor was Be One ook te beluisteren in de provincie Limburg. Op 31 oktober 2009 werd de naam Be One veranderd naar EXQI FM. In maart 2010 werden de Limburgse frequenties van EXQI FM verkocht aan radiostation Nostalgie. EQXI FM was vanaf dan in Limburg nog te beluisteren in Hasselt (106.1 MHz) en Genk (105.4 MHz).
In april 2011 stapte EXQI uit de radio, en de frequenties van EXQI FM werden overgenomen door Radio Maria.

## Frequenties
- Aalst 90.0 MHz
- Antwerpen 104.6 MHz
- Antwerpen Zuid 107.4 MHz
- Blankenberge 107.6 MHz
- Brugge 105.3 MHz
- Brussel 94.6 MHz
- Genk 105.4 MHz
- Gent 96.3 MHz
- Hasselt 106.1 MHz
- Kortrijk/Harelbeke 92.7 MHz
- Leuven 104.2 MHz
- Oostende 107.4 MHz